# John Klintberg
John Julius Kilntberg (né le 6 février 1885 à Böda et décédé le 16 décembre 1955 à Johanneshov) est un athlète suédois spécialiste du fond. Affilié au Södermalms IK, il mesurait 1,74 m pour 63 kg.

## Biographie

### Palmarès
| Date | Compétition           | Lieu      | Résultat | Épreuve          | Performance |
| ---- | --------------------- | --------- | -------- | ---------------- | ----------- |
| 1912 | Jeux olympiques d'été | Stockholm | —        | Cross individuel | Abandon     |